# هيا لنرقص
هيا لنرقص (بالفرنسية: Alors On Dance)‏ هي أغنية للمغني البلجيكي ستروماي، حيث تنمتي لألبومه شيز والذي تم إصداره في 21 يونيو 2010، أي أنها _الأغنية_ أُصدرت قبل الألبوم حوالي سنة كاملة. كما تُعتبر أول أغنية تُعرض على شكل فيديو كليب في شاشة لهذا المغني الشاب.
حققت الأغنية نجاحا كبيرا، حيث بيع منها أزيد من 500.000 (نصف مليون) أسطوانة في جميع أنحاء أوربا.

## المعنى
كُتبت أغنية هيا لنرقص سنة 2009. حيث لعب الإليكترو دورا كبيرا في هذه الأغنية، وفي بعض الأحيان قام بعمل تأثيرات البوب. تحكي قصة الأغنية عن موظف مكتب يعيش في دوامة من التوتر، ويحتاج إلى التخلص من كل هذا في أقرب وقت ممكن.

## كليب فيديو
صُور الكليب فيديو في بلجيكا سنة 2009، حيث يظهر في الكليب أن ستروماي صُور من زاويتين مختلفتين، في البداية كان في عمله، وتظهر عليه علامات الحزن والكآبة، لكن فجأة يأتي شخص ويضع أوراقه فوق المكتب ثم تشتغل الموسيقى، ليخرج بعدها من المكتب فتبدأ الأغنية. 

## الأغنية
- هيا لنرقص - مدتها 3 دقائق و28ثانية.

## ريمكس
بعد إصدار الأغنية، قام العديد من الشباب بإصدار ريمكس لها، على رأسهم إنزان هاندي (بالفرنسية: Inzzane Handy)‏، ثم بعد مدة أصدر مغني الراب كانييه ويست ريمكس آخر لها، ونفس الأمر بالنسبة لجيلبيرت فورت في شهر غشت من سنة 2010.
قامت مجموعة غنائية أخرى بعمل ريمكس لأغنية هيا لنرقص على طريقة أكابيلا، وذلك من خلال الاستعانة بالصوت البشري فقط من كل الطبقات دون الحاجة إلى آلات غنائية أو مؤثرات سمعية أو شيء من هذا القبيل.

## استعمالات الأغنية
- مغني الراب بيتبول غنى أغنيته غوانتاناميرا على إيقاع موسيقى أغنية هيا لنرقص لكن الكلمات كانت مختلفة.
- غنت المغنية شايم أغنية ستروماي كاملة في حفل خاص بها.[6]
- في نونبر 2011 تم استعمال الأغنية في فيلم السنافر، مع تعويض هيا لنرقص ب هيا لنتسنفر[7]

## الترتيب
| الدولة (2009 - 2014)                               | الترتيب |
| -------------------------------------------------- | ------- |
| ألمانيا (ميديا كونترول آي جي)                      | 1       |
| النمسا (أو3 النمسا توب 40)                         | 1       |
| بلجيكا (إلترا توب 50 أغنية)                        | 1       |
| كندا (كاناديان هوت 100)                            | 46      |
| الدنمارك (تراكيلستن)                               | 1       |
| إسكتلندا (أو سي سي)                                | 22      |
| إسبانيا (برودوكوتوريس دي ميوزيكا دي إسبانيا)       | 9       |
| فنلندا (تسجيلات فنلندا الرئيسية)                   | 3       |
| فرنسا (سنديكا ناسيونال دي ليديسيون فونوغرافيك)     | 1       |
| اليونان (اليونان طوب 20)                           | 1       |
| المجر (إتحاد شركات التسجيلات المجرية)              | 29      |
| أيرلندا (ترتيب أغاني أيرلندا)                      | 22      |
| إسرائيل (ميديا فوريست)                             | 4       |
| إيطاليا (فيديرازيوني إندستريا ميوزيكالي إيتاليانا) | 1       |
| هولندا (هولندا طوب 40)                             | 1       |
| النرويج (في جي ليستا)                              | 12      |
| بولندا (دانس طوب 50)                               | 1       |
| السويد (سويرجتوبليستان)                            | 2       |
| سويسرا (سويس هيتبارادي)                            | 1       |
| المملكة المتحدة (يو كاي سنغلس تشارتس)              | 25      |

## المبيعات
| الدولة          | المبيعات        |
| --------------- | --------------- |
| ألمانيا         | 300.000 أسطوانة |
| بلجيكا          | 90.000 أسطوانة  |
| الدنمارك        | 15.000 أسطوانة  |
| فرنسا           | 858.900 أسطوانة |
| إيطاليا         | 50.000 أسطوانة  |
| المملكة المتحدة | 200.000 أسطوانة |
| سويسرا          | 40.000 أسطوانة  |